# Java-Prozessor
Ein Java-Prozessor ist ein Mikroprozessor, der Bytecode als Maschinensprache verwendet. Sie stehen damit in Konkurrenz zu Java Virtual Machines wie Interpretern und Just-in-time-Compilern.
Die meisten Java-Prozessoren existieren als IP-Cores und werden in FPGAs oder ASICs eingesetzt.
Beispiele von Java-Prozessoren sind:
- picoJava von Sun Microsystems
- PSC von Patriot Scientific
- „Jazelle“-Erweiterung für ARM-Prozessoren, zu finden etwa in vielen Java-fähigen Mobiltelefonen.
- JOP (Java Optimized Processor) – ein Java-Bytecode-Prozessor, der als Open Source für FPGAs zur Verfügung steht.[1][2][3]

Der Atmel AVR32 kann Bytecode direkt in Hardware ausführen, ist jedoch kein vollständiger Java-Prozessor.